# Trish Flavel
Patricia "Trish" Flavel, nata Patricia Whittaker (Melbourne, 15 gennaio 1976), è un'ex atleta paralimpica australiana.

## Biografia
Trish Flavel è nata a Box Hill, sobborgo di Melbourne, con una disabilità intellettiva. Ha vinto la gara dei 1500 metri under 19 ai campionati scolastici australiani del 1994. Ai campionati mondiali di atletica leggera paralimpica di Birmingham nel 1998, ha vinto una medaglia d'oro nei 3000 metri e una d'argento negli 800 metri. Dal 1999 al 2000, è stata all'Australian Institute of Sport grazie ad una borsa di studio per disabili. Ai Giochi paralimpici di Sydney 2000, ha vinto una medaglia di bronzo negli 800 metri categoria T20.
È sposata con l'atleta paralimpico Anton Flavel.

## Palmarès
| Anno | Manifestazione       | Sede       | Evento           | Risultato | Prestazione | Note |
| ---- | -------------------- | ---------- | ---------------- | --------- | ----------- | ---- |
| 1998 | Mondiali paralimpici | Birmingham | 800 m piani T20  | Argento   |             |      |
| 1998 | Mondiali paralimpici | Birmingham | 3000 m piani T20 | Oro       |             |      |
| 2000 | Giochi paralimpici   | Sydney     | 800 m piani T20  | Bronzo    | 2'16"68     |      |